# Timmendorfer Strand
Timmendorfer Strand – miejscowość i gmina uzdrowiskowa w Niemczech w kraju związkowym Szlezwik-Holsztyn, w powiecie Ostholstein.
Timmendorfer Strand, Port Niendorf położony jest u ujścia rzeki Aalbek między Zatoką Lubecką (Morze Bałtyckie) a jeziorem Hemmelsdorf w Szlezwiku-Holsztynie. Od 1945 roku port Niendorf należy do gminy Timmendorfer Strand.

## Historia
Pierwsze wzmianki o Niendorf znaleźć można w XIV wieku.
Początkowo rybacy w Niendorfie wyciągali swoje łodzie rybackie bezpośrednio na plażę lub zakotwiczali bezpośrednio przed nią.
Na plaży odbywała się również obróbka ryb, sprzedaż i suszenie sieci rybackich. Wraz z pojawieniem się turystyki na początku XX wieku, powiat Eutin zdecydował w latach 1920-1922 o utworzeniu portu Niendorf ze sztucznym poszerzeniem ujścia rzeki Aalbek, aby umożliwić korzystanie z plaż turystom. W okresie rozkwitu po 1945 r. łowisko osiągnęło swój szczyt dzięki 140 łodziom rybackim.

## Kultura
Jazz Baltica
Festiwal jazzowy Jazz Baltica odbywa się od 1991 roku. Powstał w celu promowania współpracy kulturalnej pomiędzy krajami graniczącymi z Morzem Bałtyckim poprzez łączenie muzyków, a zwłaszcza młodych talentów, w zespołach o zmiennych składach. Do 2011 roku było to centralne miejsce wydarzeń w Gut Salzau w dzielnicy Plön. Od 2013 roku festiwal odbywa się w stoczni Evers w Timmendorfer Strand-Niendorf. Od 2018 roku JazzBaltica odbywa się w Neuer Kurpark przy Timmendorfer Strand.

## Współpraca międzynarodowa
- Ebeltoft, Dania
- gmina Międzyzdroje, Polska
- Okonek